# Nicolae Rainea

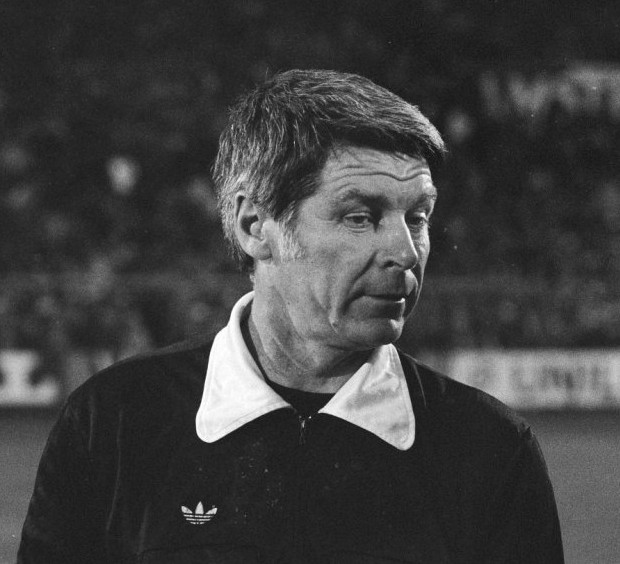
Nicolae Rainea (1980)

Nicolae Rainea (* 19. November 1933 in Brăila; † 1. April 2015 in Galați) war ein rumänischer Fußballschiedsrichter.

## Karriere als Spieler
Rainea spielte in seiner aktiven Karriere bis 1956 bei den unterklassigen Vereinen Laminorul Brăila, Metalul Piatra Neamț und Constructorul Bîrlad.

## Karriere als Schiedsrichter
Rainea begann 1959, erste Spiele als Schiedsrichter zu leiten. Drei Jahre später wurde er in den Kreis der Ligaschiedsrichter aufgenommen. Ab 1965 pfiff er Spiele der Divizia A und ab 1967 war er FIFA-Schiedsrichter. Insgesamt amtierte er in fast 1.000 rumänischen Ligaspielen, davon 267 in der ersten Liga, als Unparteiischer. Damit war er von 1982 bis 2009, als er von Sorin Corpodean überholt wurde, der Schiedsrichter mit den meisten Erstligaeinsätzen.
Rainea leitete 115 internationale Spiele, darunter die Endspiele um die Fußball-Europameisterschaft 1980 in Italien und den Europapokal der Landesmeister 1982/83 in Athen. Er nahm als Schiedsrichter an drei Weltmeisterschaften teil (1974 in Deutschland, 1978 in Argentinien und 1982 in Spanien). Insgesamt durfte er fünf Spiele leiten und zeigte 13 Gelbe Karten.
1984 beendete Rainea seine Karriere als Schiedsrichter, blieb allerdings weiterhin im Rahmen des rumänischen Fußballverbandes als Schiedsrichterbeobachter aktiv. Rainea wurde Mitglied in der Zentralen Schiedsrichterkommission (Comisia Centrală a Arbitrilor) des rumänischen Fußballverbandes, aus der er 2003 ausschied und deren Ehrenpräsident er später wurde.